# Telipogon costaricensis
Telipogon costaricensis es una especie  de orquídea epifita. Es originaria de Costa Rica.

## Descripción
Es una orquídea de pequeño tamaño, con hábitos de epífita  o terrestre con hojas dísticas, coriáceas, conduplicadas, elípticas y agudas. Florece en cualquier momento del año en una inflorescencia laxa terminal, cilíndrica, racemosa a ramificada de 45 cm  de largo, apar3ecen sucesivamente hasta 12  flores.

## Distribución y hábitat
Se encuentra en Costa Rica en los bosques nublados a una altitud de 2.500 a 3.300 metros.  

## Taxonomía
Telipogon costaricensis fue descrita por Rudolf Schlechter y publicado en Repertorium Specierum Novarum Regni Vegetabilis, Beihefte 9(205–207): 166. 1911.
Etimología
Telipogon: nombre genérico que deriva de las palabras griegas: "telos", que significa final o punto y "pogon" igual a "barba", refiriéndose a los pelos en la columna de las flores.
costaricensis: epíteto geográfico que alude a su localización en Costa Rica. 
Sinonimia
- Telipogon buenavistae Kraenzl.	[3][4]